# Cornești (Dâmbovița)
Corneşti é uma comuna romena localizada no distrito de Dâmboviţa, na região de Muntênia. A comuna possui uma área de 66.29 km² e sua população era de 6955 habitantes segundo o censo de 2007.